# بمب‌گذاری کاسپیسک
بمب‌گذاری کاسپیسک (انگلیسی: Kaspiysk bombing) یک بمب‌گذاری انتحاری در ۹ مه ۲۰۰۲ بود، حمله‌ای که از طریق رژه نظامی برای بزرگداشت پنجاه و هفتمین سالگرد اتحاد جماهیر شوروی در جنگ جهانی در شهر کاسپییسک داغستان رخ داد، ۱۹ تن کشته و ۱۳۳ مجروح برجای گذاشته شد. وسیله انفجاری یک مین جهت دار به نام MON-۵۰ بود که برای قابلیت تخریب بیشتر مورد استفاده قرار گرفته بود.